# Мориц (Саксония-Цайц)
Мориц фон Саксония-Цайц (на немски: Moritz von Sachsen-Zeitz; * 28 март 1619, Дрезден; † 4 декември 1681, Цайц) от рода на Албертинските Ветини, е първият херцог на Саксония-Цайц.

## Живот
Син е на херцог Йохан Георг I (1585 – 1656), курфюрст на Саксония, и втората му съпруга Магдалена Сибила от Прусия (1587 – 1659), дъщеря на херцог Албрехт Фридрих от Прусия.
През 1645 г. херцог Мориц е приет чрез княз Лудвиг I фон Анхалт-Кьотен в литературното общество Fruchtbringende Gesellschaft.
На 19 ноември 1650 г. в Дрезден Мориц се жени в двойна сватба заедно с брат му Кристиан. Сватбата трае четири седмици. Те се женят за двете сестри София Хедвиг (1630 – 1652) и Кристиана, от фамилията Дом Олденбург, дъщери на херцог Филип фон Шлезвиг-Холщайн-Зондербург-Глюксбург.
През 1656 г. Мориц получава херцогството Саксония-Цайц, според завещанието на баща му от 20 юли 1652 г. Четири години след смъртта на първата му съпруга († 1652) той се жени на 3 юли 1656 г. във Ваймар за Доротея Мария (* 14 октомври 1641, † 11 юни 1675), дъщеря на херцог Вилхелм фон Саксония-Ваймар.
От 1657 до 1678 г. Мориц построява в Цайц новия бароков дворец Морицбург. След смъртта и на втората му съпруга той се жени трети път на 14 юни 1676 г. във Визенбург при Хартмансдорф за София Елизабет (* 1653, † 1684), дъщеря на херцог Филип Лудвиг фон Шлезвиг-Холщайн-Зондербург-Визенбург.
Херцог Мориц умира на 62 години на 4 декември 1681 г. в дворец Морицбург в Цайц. На трона го последва най-големия му син Мориц Вилхелм.
- Доротея Мария фон Саксония-Ваймар, втората съпруга на херцог Мориц фон Саксония-Цайц
- София Елизабет фон Шлезвиг, третата съпруга на Мориц
- Дворец Морицбург Цайц, 2004 г.

## Деца
От София Хедвиг има децата:
- Йохан Филип (1651 – 1652)
- Мориц (1652 – 1653)

От Доротея Мария има децата:
- Елеонора Магдалена (1658 – 1661)
- Ердмут Доротея (1661 – 1720), ∞ Кристиан II, херцог на Саксония-Мерзебург
- Мориц Вилхелм (1664 – 1718), херцог на Саксония-Цайц
- Йохан Георг (1665 – 1666)
- Кристиан Август (1666 – 1725), принц на Саксония-Цайц, кардинал-архиепископ на Гран, епископ на Рааб, примас на Унгария и императорски принципалкомисар в имперското събрание
- Фридрих Хайнрих (1668 – 1713), херцог на Саксония-Цайц-Пегау-Нойщат
- Мария София (1670 – 1671)
- Магдалена Сибила (1672 – 1672)